# 明朝体
明朝体（みんちょうたい）は、漢字の書体の一種で、セリフ書体に分類される。漢字や仮名の表示や印刷において標準的な書体である。中国語では一般に宋体といい、明体とも呼ばれる。日本語の明朝体は活字技術の導入期以来ひらがな・カタカナを含むが、漢字とは様式が異なる。

## 特徴
活字として彫刻するために、基本となる楷書の諸要素を単純化したものが定着している。縦画と横画はそれぞれ垂直・水平で、おおむね縦画は太く、横画は細い。しかし「亡」や「戈」に見られる緩やかな転折では、どちらもほぼ同じ太さとなる。ほかには、横画の始めの打ち込みや終わりのウロコ、縦画のはね、また左右のはらいなどに楷書の特徴を残している。しめすへんやしんにょうなど一部の部分では、隷書と類似したものも見られる。
活字としての利便性から字形が正方形に近づいたため、筆書体とは要素のまとめ方が異なり、字面において点画が可能な限り均等に配置される。こうした字面を一杯に大きく使う手法は、小さいサイズでの可読性が向上するだけでなく、文章を縦横二方向に組むことが行われるようになった後は、いずれの方向へ組んでも整然とした効果を得られるという点で、さらに有効なものとなった。

### 字体問題
明朝体は活字の書体として成立したため、書き文字よりも字体が固定化しやすい。様式化のために手書き書体で正統なものとされた楷書との字体の相違が発生した。加えて『康熙字典』に発する字体の問題があり、明朝体の字体をめぐる問題はこれらが合わさって起こっている。
木版印刷や活字による活版印刷における印刷書体として成立した字体は、当時の通用字体または正字体を反映して様式化されたものであった。例えば筆押さえは楷書では運筆上で軽く添えるだけのもので、明朝体のような様式化されたものではない。
そのほかにもくさかんむり(艹)を3画につくる明朝体は、楷書体が原則として4画につくるのと対立した。そしてぐうのあし（禸）の1画目の始めの位置と2画目の始めの位置が同じである明朝体は、1画目と2画目を左上で交わらせる楷書体と対立した。『康熙字典』において『説文解字』などに則り新たに定められた正字はこれらとは異なっていた。それまでの「隠」と「隱」のような字画の構成要素の不足で正誤または正俗字体を区別していたのに加えて、書体の変遷として通用していた「曽」の点画の向きが『説文』の小篆のものと異なるのを問題として「曾」を正字とするなどとした。
しかしそれでも一般的な出版においては通用字体が主流のままであったが、中国へ欧米勢力が入り、金属鋳造活字の開発を始めた時、『康熙字典』を参照して漢字活字を製作した。一部において通用字体が使われることもあったが、欠画なども『康熙字典』のままであった。これらの活字技術が従来の技術に取って代わり、金属活字によると明朝体が日常で見られるものとなると、それまでの通用字体・正字体との隔たりが大きな問題となった。例えば楷書体では「吉」の上部は「土」につくり「𠮷」として、「高」は「はしご高(髙)」が多かったが、新たに入ってきた明朝体の字体を理由にこれらが誤りとされるなど、筆記書体に大きな影響を与えた。
筆押さえなどは、字を示す上で必要がないとされることもある。中国や台湾の規範ではこれらを省いた場合があり、楷書風に改めたものが示されている。日本で1949年4月に当用漢字字体表が告示された際、手書きの表であったため筆押さえなどがなかった。したがって、ないのが正しいとして、活字を作り直す業者や、新字体で印刷するのにそれらを不要とする顧客もあった。しかし当用漢字表外の漢字や、一部活字業者では筆押さえなどは残されたままであった。教育などでは正しい字体の指導上問題になるとして明朝体を使用しなかったり、使用したとしても「印」や「収」などの折れ曲がりの部分、しんにょうが楷書と異なるとして特別に変えたりした。
ただし常用漢字などでは、このような筆押さえ等の形状に加え、点画の付くか離れるかや長短などという細かい差異を「デザイン差」と呼び、専ら統一などするまでもない「差」として、統一は強制でないとしている。日本産業規格（JIS）などでもそれに従うが、教育の場などにおいて省みられることは少ない。

## 使用場面
明朝体は主に印刷において、本文書体として使われ、比較的小さいサイズでの使用が多い。一方、そのデザイン上の特徴を生かして、大きいサイズでも使われる。特に太いウェイトのものは、コントラストが高くインパクトが要求される見出しや広告などの場面で使用されることもある。
20世紀終盤にはゴシック体で本文を組む雑誌などの出版物も増えてはいるが、教科書体が使われる教科書以外の書籍は、ほとんど明朝体の独擅場と言える。よってフォントを制作・販売する企業（古くは活字母型業者、のちには写植機メーカー、そしてフォントベンダー）は、ほぼ必ずラインナップの中核に明朝体を据えている。そうしたことから、明朝体は活字文化の象徴として捉えられることもあり、かつては明朝体で組まれた文章・紙面とは、すなわち印刷所を経由してきたものであった。
1980年代の日本語ワープロの普及、続くパソコンの普及により状況は変わっている。パソコンで文字を扱うに際しても明朝体のフォントがOSに付属するため、そういった機器・ソフトウェアを使用する誰しもが明朝体で組まれた文書を作成・印刷できるようになっている。一方でウェブブラウザなど、もっぱら画面上で文字を扱う場合には、明朝体はあまり用いられず、字画のよりシンプルなゴシック体が広く用いられる。これは解像度の低い画面では、ウロコなど明朝体独特の装飾がギザギザに表示されたり、縦横の線の幅が不統一になりかすれるなどして可読性を損ねるためである。
ゴシック体ほど多くはないが、鉄道設備（駅・車両等）のLED表示機でも広く使われている。一方、高輪ゲートウェイ駅で使用された際は駅名問題もあり批判の声が多かった。

## 歴史
明朝体は木版印刷や活字による活版印刷における印刷用書体として成立しており、1670年にはすでに存在していたとみられる。木版印刷は、当初楷書で文字を彫っていたが、楷書は曲線が多く、彫るのに時間がかかるため、北宋からの印刷の隆盛により、次第に彫刻書体の風をうけた宋朝体へと移っていった。宋朝体がさらに様式化し、明代から清代にかけて明朝体として成立し、仏典や、四書などの印刷で用いられた。清代に入り古字の研究成果がとりまとめられた『康熙字典』は明朝体で刷られ、後代の明朝体の書体の典拠とされた。『康熙字典』は『説文解字』など篆書体や隷書体で書かれた文字を明朝体で書き直したため、伝統的な書字字形と大きく異なった字形がなされた。
19世期に清朝が弱体化し、ヨーロッパ諸国が中国に進出するようになると、まず中国への興味から、その風習などと共に文字が紹介された。中国進出を誇示する目的もあって、ナポレオン1世とパルマ公によってそれぞれ作られた『主の祈り』という本に使われた活字はフランス王立印刷所やジャンバッティスタ・ボドーニの印刷所などヨーロッパの印刷所で彫られたものである。その後中国研究が始まり、中国語の辞典や文法書などの印刷のために漢字活字の開発が必要とされた。清の時代は直接の布教活動が許されていなかったが聖書や小冊子での布教は許されていたため、宣教師により翻訳が始められた。東アジアに既に存在した製版技術を利用せず、金属活字の技術を持ち込んで使った。そしていずれも漢字を活字にするに当たって明朝体を選択した。これは欧文の印刷で普通だったローマン体（漢字活字の開発は主に英仏米の勢力が中心であった）とテイストが合っていたためといわれる。宣教の場面では、活字はヨーロッパで使われていたものを使用したり、現地で使用するのに木などに活字に彫って製作した。
ヨーロッパで使用されていたもので、初めてまとまった量が作られたのはルイ14世の命によるフランス王立印刷所の木活字（1715–42年）であった。この活字はのち、ナポレオン1世の中国語辞書編纂のために拡充された。その後ジャン＝ピエール・アベル＝レミュザの『漢文啓蒙』で使われた活字は、鋳造活字であった。木活字も鋳造活字もともに明朝体であった。19世紀中葉、王立印刷所のマルスラン・ルグラン (Marcellin Legrand) は中国の古典の印刷を目的として活字制作を依頼され、明朝体の分合活字を製作した。ルグランの分合活字では、偏旁冠脚をそれぞれ分割して、より少ない活字製作で多くを賄おうとしたがデザインは劣悪であった。
キリスト教宣教では、主にプロテスタントが伝道を担った。彼らは伝道する地域の言語で伝道することを重視し、そのために漢字活字の開発が重要だった。ヨーロッパから、例えばルグランの分合活字などの活字を取り寄せることもあったが、現地で活字を開発するものも多くあった。サミュエル・ダイア (Samuel Dyer) など幾例かがあるが、その代表例は上海の「英華書院」や「美華書館」である。英華書院は London Missionary Society Press の漢訳名で、倫敦伝道会 (London Missionary Society) の宣教師が設立したものであり、美華書館は American Presbyterian Mission Press の最後期の漢語名称で、美北長老会差会 (American Presbyterian Mission) の印刷所であった。特に後者では、6代館長にウィリアム・ギャンブルが入り、スモール・パイカ（small pica = 11ポイント。普通のパイカ（pica）は12ポイント）のサイズなどの活字の改刻を行った。これらのミッションプレスの活字は欧米から来た技術者が指導して制作された金属活字で、サイズも自国の活字サイズに基づくものであった。活字の大きさは、特定の大きさのみを作り、大きい方から順に「1号」、「2号」……と呼んでいた。
美華書館は一時上海で隆盛を誇ったが、美華書館の活字を二次販売する商務印書館などの業者が現れ、廃業する。

### 日本
日本に明朝体が入ってきたのは明代や清代に仏典や四書などを輸入したものを再版したことに興る。特に大規模なものは、黄檗宗僧侶・鉄眼道光禅師による一切経の開刻であった。その後もこれらの用途では明朝体は使われていたが、楷書が使われるほうが多く、一般にいたっては「御家流」と呼ばれる連綿体の一種が主流であった。
大鳥圭介による明朝体での活字開発はあったが、金属活字における明朝体の歴史は一般に本木昌造が長崎鉄工所に開かれた活版伝習所において、美華書館に来ていたウィリアム・ギャンブルを招聘し講習を受けた際、ギャンブルが持っていた明朝体を本文書体として使い続けたことに始まる。当時、美華書館の活字にも仮名文字は存在したがあまりクオリティが高くなかったため、本木が「崎陽新塾活字製造所」（後の東京築地活版製造所）を立ち上げ、連綿体であった平仮名を一文字ずつ切り離した活字を開発する。
明治末期から昭和にかけて活字のサイズがアメリカン・ポイント制へ移行した。ベントン母型彫刻機を導入して新たに活字を供給する事例が出現した。一字ずつ木に父型を彫り、電胎法で母型を得てそこから活字を作る蝋型電胎法とは異なり、ベントンは一字ずつ原字パターンを制作しそれを基に機械的に縮尺を行って母型を得るものであった。ベントンの導入の際、より細い字形を作った。
昭和に入って写真植字の開発も行われ、嚆矢となる写研の石井明朝体は築地活版の12ポイント活字を利用して作られた。以後も写植では活字からの翻刻書体が開発・利用されることがあった。写植ではファミリーが形成され、特に太いウェイトの字形では、横線を極端に細く、縦線を極端に太くされた。
1949年に当用漢字字体表が告示されると、各社は新字体によった字体に変更し始めた。この時、当用漢字字体表の字体に筆押さえなどのエレメントがなかったのを、これも字体変更のうちと判断し、新字体への変更と同時に取り除かれることがあった。しかしこれは当用漢字字体表の字体は手書きであるために筆押さえがないのであり、筆押さえなど明朝体に特有のエレメントがないのは改悪だとの批判もあった。
日本語デジタルフォントの初期はビットマップフォントが使われていた。字体はJISに準拠することになるが、JIS X 0208の2次規格（通称JIS83）により、漢字の字体変更や入れ替えが行われたことで混乱が生じた。アウトラインフォントが実用化されると、モリサワがPostScriptフォントとしてリュウミンを投入したことをはじめ、幾多の会社が活字の復刻・翻刻書体や新規書体を開発して市場に投入した。

#### かな
日本で活版印刷を実現する場合、仮名の鋳造も必要となる。
明治20年代、明朝体の仮名の出発点であり東京築地活版製造所による書体、「築地体前期五号」が完成した。ただし、明治7年には使われていたものとする説も存在する。漢字に合わせるため手書きのニュアンスを外し記号性を強めている。明治30年代には「後期五号」が完成し、明朝体の基本となった。
印刷技術の向上や印刷紙の質の劣化に伴い、1910年頃から文字を細くする傾向が生まれる。印面がシャープに刷りあがるということから始まった。加えて日中戦争に向かうにつれ印刷用紙が劣悪になり、それまでの文字では滲んで使い物にならないというのがその傾向に拍車をかけた。細字化とカナ文字派の「仮名の視認性の向上」などの動きから、仮名文字を大きく形作る書体がさまざまに試みられ、それまでの小ぶりな字（文字の中の白い部分が狭い＝懐が狭い）から、懐が広く「明るい」字が作成されるようになった。
1929年に実用化された写真植字機と、1950年代以降日本の金属活字の製造で一般化したベントン母型彫刻機では、一つの原字から複数のサイズで同じ字形を生成することができるようになった。これにより、写植時代に同じ字形で太さが異なる書体群（ファミリー）が発生した。
1951年、写研により石井明朝体のニュースタイルかなが発売された。書体作者の石井茂吉の弟が教科書会社に勤めていたこともあり、教科書体の流れを汲んだ書体となっている。また、この書体以降明朝体の仮名にニューかな系が増加した。
日本語の表記において仮名の比重が増すにつれて、仮名フォントの重要性も高まり、仮名だけを変えて使うという例も増えた。例としては、モリサワのフォントリュウミンの仮名を「リュウミン オールドかな」に置き換えて使用するものなどがある。

### 韓国

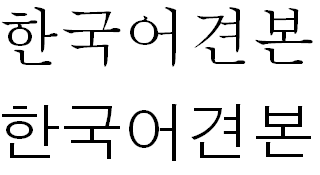
パタン体（上）

最近まで日本の用語の影響で、同様のハングルの書体を、韓国語で明朝体（명조체、ミョンジョチェ）と呼んでいたが、1993年に文化部後援の書体用語標準化により、韓国語で「基礎」という意味のパタン体（바탕체、パタンチェ）という単語に置き換えられ、これが現在の用語になっている。

## 参照
1. ↑  『絶対フォント感を身につける。』エムディエヌコーポレーション、2018年、022頁。ISBN 978-4-8443-6820-5。OCLC 1076324644。
2. ↑  “【フォントまめ知識】明朝体ってなに？| ブログ | ニィスフォント | NIS Font | 長竹産業グループ”. 2023年1月9日閲覧。
3. ↑  「ダサいし読みづらい」「デザインとして間違ってる」　高輪ゲートウェイ駅看板の“明朝体”に批判の声が続出（1/2） | 社会 ねとらぼリサーチ
4. 1 2 3 4 5 6 7 8 9 10  『絶対フォント感を身につける。』エムディエヌコーポレーション、2018年、070-073頁。ISBN 978-4-8443-6820-5。OCLC 1076324644。
5. ↑  中国語では「仿宋体」という。
6. ↑  “小さな文字に隠された壮大な歴史 その1 | フォント・書体の開発及び販売 ｜ ダイナコムウェア株式会社”. ダイナコムウェア株式会社. 2023年1月9日閲覧。
7. ↑  “千都フォント｜連載#1「上海から明朝体活字がやってきた」”. www.screen.co.jp. 2023年1月9日閲覧。
8. ↑  small pica - Free Online Dictionary, Thesaurus and Encyclopedia
9. ↑  “技術と方法(4)コンピュータ・下 | 文字を組む方法 | 文字の手帖”. 株式会社モリサワ. 2023年1月9日閲覧。
10. ↑  “千都フォント｜連載#2「四角のなかに押し込めること」”. www.screen.co.jp. 2023年1月9日閲覧。
11. ↑  “技術と方法(2)写真植字 | 文字を組む方法 | 文字の手帖”. 株式会社モリサワ. 2023年1月9日閲覧。
12. ↑  “石井中明朝 ニュースタイル小がな MM-A-NKS｜写研の書体”. 写研アーカイブ. 2023年1月9日閲覧。
13. 1 2  『絶対フォント感を身につける。』エムディエヌコーポレーション、2018年、110-113頁。ISBN 978-4-8443-6820-5。OCLC 1076324644。
14. ↑  『絶対フォント感を身につける。』エムディエヌコーポレーション、2018年、087頁。ISBN 978-4-8443-6820-5。OCLC 1076324644。
15. ↑  “様々な韓流コンテンツのデザインに！韓国のフォントブランド Design210”. デザインポケット. 2023年1月10日閲覧。